# Hapsifera nidicola
Hapsifera nidicola är en fjärilsart som beskrevs av Edward Meyrick 1935. Hapsifera nidicola ingår i släktet Hapsifera och familjen äkta malar.
Artens utbredningsområde är Kenya. Inga underarter finns listade i Catalogue of Life.